# 자유시 (고전 시대)
자유시(라틴어: civitas libera, urbs liberae condicionis; 그리스어: ἐλευθέρα καὶ αὐτόνομος πόλις)는 헬레니즘 및 로마 제정 시대 기간 자치를 했던 도시들이다. 자치 도시라는 지위는 왕이나 황제에게 수여받은 것이며, 그럼에도 황제나 왕이 파견한 에피스타테스 혹은 쿠라토테스 (그리스어: epimeletes)를 통해 도시 업무를 감독받았다. 일부 자치 도시들은 도시의 이름이 들어간 주화를 발행할 수 있는 권한이 있기도 하였다.
자유시들의 예에는 암피오폴리스가 있는데, 기원전 357년 이후 암피오폴리스는 마케도니아 왕국 내에서 자유 및 자치 도시 지위를 영구적으로 유지했으며, 카산드레이아와 필리피도 아마 이 예시에 속할 것이다.
셀레우코스 제국 지배하에서, 많은 도시들이 자치를 누렸고 주화를 발행했으며 이들 중의 일부는 폼페이우스를 통해 로마에 정복된 이후에도 셀레우키아, 타르수스처럼 자치 도시로 계속 있었다. 또한 니코폴리스는 아우구스투스가 세운 자유 도시였다. 테살로니카는 필리피 전투 이후, 전투의 승자 편에 섰던 기원전 42년에 자유 도시가 되었다. 자신들만의 법률이 있던 자유 도시인 아테네는 하드리아누스에게 드라콘과 솔론이 제시했던 법률들을 모델로 하여 새로운 법률을 개정해 달라고 요청했었다.
아우토노미(Autonomi) 혹은 아우토노모이(Autonomoi)는 자신들의 법률의 지배를 받으며, 어떠한 외부의 힘에 종속되지 않는 국가들에 그리스인들이 붙인 명칭이다. 이 명칭은 로마에 종속된 도시들에 붙여지기도 했으며, 이 도시들은 그들만의 법률을 누리고, 그들만의 행정관을 선출할 수 있는 것이 허용되었다. 자유 도시라는 지위의 허용은 대단한 특권이며, 영예의 표시로 여겨졌는데, 따라서 동전과 메달에 이런 지위가 기록된 것이 발견되었다(예시: 안티오키아 자유시).

## 같이 보기
- 파넬레니온
- 독일 신성 로마 제국의 자유제국도시